# 苏甘·马哈拉
苏甘·马哈拉（Soukanh Mahalath，1955年—2014年5月17日）老挝人，老挝政治家，原老挝人民革命党中央书记处书记、万象市委书记兼市长。

## 生平
2002年4月9日，老挝新一届政府组成，苏甘·马哈拉任财政部部长。
2012年3月30日，中国云南省代表团团长、云南省省长李纪恒在老挝首都万象会见了老挝人民革命党中央书记处书记、万象市委书记兼市长苏甘·马哈拉。2013年5月19日，中共中央政治局委员、中共北京市委书记郭金龙在北京会见了老挝人民革命党中央书记处书记、万象市委书记兼市长苏甘·马哈拉与夫人一行。2013年5月，老挝人民革命党中央书记处书记、万象市委书记兼市长苏甘·马哈拉访问朝鲜民主主义人民共和国。
2014年5月17日，包括隆再·皮吉中将（老挝人民革命党中央政治局委员、政府副总理兼国防部部长）等老挝高级政府官员乘飞机从老挝首都万象起飞，到川圹省参加庆祝老挝人民军第二师成立55周年的活动，但飞机在当天早上坠毁，老挝国防部部长隆再·皮吉及其夫人、老挝公安部部长通班·显阿蓬、老挝人民革命党中央宣传部部长征·宋本坎、万象市市长苏甘·马哈拉等人遇难。